# خاکستر در برف
خاکستر در برف (به انگلیسی: Ashes in the Snow) نام فیلمی است در ژانر درام به کارگردانی ماریوس مارکویوس و محصول مشترک آمریکا و لیتوانی. داستان فیلم بر اساس کتاب در میان سایه‌های خاکستری نوشته شده است. کتاب یادشده در بین فهرست کتاب‌های پرفروش نیویورک تایمز و نویسندهٔ آن روتا شپتیس می‌باشد. داستان فیلم مربوط به زمان جنگ جهانی دوم است. در این فیلم پتر فرانتسن، سوفی کوکسون، بل پاولی، مارتین والستروم، لیزا لوون کونگسلی و جونا هاوئر کینگ به ایفای نقش پرداخته‌اند. نخستین بار خاکستر در برف به تاریخ ۲۱ سپتامبر ۲۰۱۸ در جشنواره فیلم لس‌آنجلس به نمایش درآمد.

## داستان
داستان فیلم حول محور زندگی دختری تازه‌بالغ لیتوانیایی است. او در انتظار پذیرفته شدن در دانشگاه هنر است؛ ولی وقایع زندگی سرنوشتی دیگر را برای او تعیین کرده است. شوروی‌ها او و مادر و برادر کوچکش را به همراه بسیاری دیگر از هموطنانش ناهنگام دستگیر می‌کنند و به اردوگاه کار اجباری می‌فرستند. آنها از سرنوشت پدرشان هم آگاهی ندارند و امید دارند که او هنوز زنده باشد.